# Hey Brother
Hey Brother è un singolo del DJ svedese Avicii, pubblicato il 9 ottobre 2013 come terzo estratto dal primo album in studio True.

## Descrizione
Il singolo ha visto la collaborazione del membro degli Alison Krauss and Union Station, Dan Tyminski.
Il singolo è stato lanciato nelle radio australiane il 9 ottobre 2013 come seguito a You Make Me. Ha riscosso un ottimo successo nel paese, in cui ha raggiunto la seconda posizione. Da dicembre 2013 è entrato in rotazione nelle radio italiane.

## Video musicale
Il video musicale è stato pubblicato il 9 dicembre 2013 ed è stato preceduto da un "Lyric Video" pubblicato su YouTube il 1º novembre 2013. Il video mostra un bambino americano il cui padre è morto combattendo in Vietnam: quando il figlio riceve i suoi effetti personali ripercorre con la mente la giovinezza del padre stesso immaginando che questo sia suo fratello maggiore. I due ragazzi, che hanno un forte legame, passano le loro giornate giocando e facendo le tipiche attività dei giovani ragazzi americani dell'epoca; nel frattempo in una televisione di un negozio vengono mostrate alcune immagini della guerra in Vietnam quindi si capisce che tale conflitto è scoppiato da poco. Nel video queste scene che il bambino immagina sono alternate a scene reali in cui il giovane si trova al funerale militare del padre. 
Il fatto che nel video il ragazzo più grande è in realtà il padre da giovane è dimostrato da due punti:
- Nella scena che mostra la foto dei due ragazzi sul campo da baseball, si vede il ragazzo più grande che diventa un uomo mentre il più piccolo rimane bambino proprio a dimostrare che nella realtà la foto era stata scattata insieme al padre prima che partisse per la guerra.
- Proprio alla fine del video si sente un dialogo tra i due nel quale il bambino dice: "Why do you have to go dad?" ("Perché devi partire papà?") e l'altro ragazzo, che quindi è il padre, risponde: "Promise, I'll be back in no long time!" ("Tornerò presto, te lo prometto!").

## Tracce
1. Hey Brother – 4:15

## Classifiche

### Classifiche settimanali
| Classifica (2013-14) | Posizione massima |
| -------------------- | ----------------- |
| Australia            | 2                 |
| Austria              | 1                 |
| Belgio (Fiandre)     | 3                 |
| Belgio (Vallonia)    | 1                 |
| Canada               | 12                |
| Danimarca            | 2                 |
| Finlandia            | 1                 |
| Francia              | 4                 |
| Germania             | 1                 |
| Irlanda              | 2                 |
| Italia               | 3                 |
| Lussemburgo          | 1                 |
| Norvegia             | 1                 |
| Nuova Zelanda        | 4                 |
| Paesi Bassi          | 1                 |
| Regno Unito          | 2                 |
| Spagna               | 1                 |
| Stati Uniti          | 36                |
| Svezia               | 1                 |
| Svizzera             | 1                 |
| Ungheria             | 1                 |

### Classifiche di fine anno
| Classifica (2014) | Posizione |
| ----------------- | --------- |
| Italia            | 16        |